# Bartholomew River
Der Bartholomew River ist ein etwa 52 km langer linker Nebenfluss des Southwest Miramichi River in der kanadischen Provinz New Brunswick.

## Flusslauf
Der Bartholomew River entsteht am Zusammenfluss von North Branch und South Branch Bartholomew River. Er fließt in überwiegend ostnordöstlicher Richtung nach Blackville, wo er in den Southwest Miramichi River mündet. Der Flusslauf liegt im Südwesten des Northumberland County. Weiter nördlich verläuft der Dungarvon River, weiter südlich fließt der Southwest Miramichi River. Das 396 km² große Einzugsgebiet des Bartholomew River ist hauptsächlich bewaldet.
Im Fluss kommt der Atlantische Lachs vor.